# Phyllopezis
Phyllopezis is een monotypisch geslacht van schimmels uit de onderklasse Leotiomycetidae. De familie is nog niet eenduidig bepaald (Incertae sedis). Het bevat alleen Phyllopezis andina.